# 内地延長主義
内地延長主義（ないちえんちょうしゅぎ）とは、日本統治時代の台湾・朝鮮においてとられた統治政策上の主張の一つで、日本本土（内地）と同様の制度を植民地である台湾・朝鮮に適用するという主張である。

## 「六三法」適用下の台湾
1896年（明治29年）3月30日公布された、「台湾ニ施行スヘキ法令ニ関スル法律」明治29年法律第63号、いわゆる「六三法」は、台湾総督に法律と同等の効力を持つ命令を発布する特権を与え、帝国議会の立法権を行政官にすぎない台湾総督に委任していた。同時に、「台湾総督府法院条例」により、台湾総督は「法院」（裁判所）に対し、管理権と人事権を有していた。このように、台湾総督は、植民地台湾において、行政、立法、司法の三権を握っていた。「六三法」は、台湾総督による台湾の「特別統治」の根拠となっていたのである。

## ウィルソンによる「民族自決主義」
第一次世界大戦期（1914年～1918年）、米国大統領ウッドロウ・ウィルソンは民族自決主義を提唱し、戦争の終結とともに多くの植民地は次々と独立を獲得した。民族自決・民主主義の流れは日本も例外ではなかった。

## 原敬と「内地延長主義」
原敬は日清戦争後に外務次官としての資格で台湾事務局委員として台湾統治制度の立案に参画したとき以来、「台湾の制度はなるべく内地に近からしめ遂に内地と区別なきに至らしむことを要す」という持論をもっていた。原が首相に就任した時期は、国際的にはウィルソンの「民族自決主義」と国内的には「大正デモクラシー」が進展し、さらには朝鮮三・一独立運動がこれまでの軍部主導の「特別統治」＝「憲兵政治」の破綻を明らかにした直後の時期にあり、その持論を進める好機であった。1918年（大正7年）8月、朝鮮三・一独立運動勃発後の朝鮮総督府・台湾総督府官制の改革により、総督の武官専任の制限が外された。これにより1919年（大正8年）10月29日、最初の文官総督となる田健治郎が台湾総督に就任した。

## 田健治郎台湾総督と内地延長主義
田総督も、民族自決の風潮に応えるため漸進的な「内地延長主義」を提起し、「内台融合」、「一視同仁」などの方針を唱えた。これに基づき、1920年（大正9年）地方制度の改革を実施し、州、市、街、庄の官選議会を創設した。翌1921年（大正10年）2月台湾総督府評議会を設置した。さらに1922年（大正11年）1月には、「三一法」（「台湾ニ施行スヘキ法令ニ関スル法律」明治40年第31号法律のこと。台湾総督の権原のいくつかが削られただけで、内容は「六三法」と大きな違いはない。）を「法三号」（「台湾ニ施行スヘキ法令ニ関スル法律」大正10年法第3号に改め、原則的に日本の法律を台湾に適用するとした。翌1923年（大正12年）には、「治安警察法」を台湾に施行した。この他にも、台湾人官吏特別任用令を公布し、台湾人と日本人（内地人）の共学を許し（内台共学）、台湾人と日本人との結婚も認められた（内台共婚）。

## 内地延長主義が台湾文化人等に与えた影響
内地延長主義は、台湾を日本の植民地ではなく、領土とみなし、等しく憲法の統治をうけ、日本の法体系を受け入れるということであり、「同化主義」に属する。1910年代から1920年代の変わり目には、東京の台湾人留学生は、「同化主義」と特別立法統治のどちらかが台湾の利益になるかを真剣に考え、議論した。「同化主義」の実現により、憲法の保障する権利と、代議制をはじめとする制度を享受することが可能であるので、日本における台湾人留学生の多くもはじめ「同化主義」に賛成し、特別立法に反対して、「六三法撤廃運動」をすすめた。（「六三法」と「三一法」は、内容的に大きな違いがないので、台湾人留学生は習慣的に「六三法」と呼んだ。）しかし、「同化主義」は文化的同化の側面も有しており、台湾独自の歴史、文化、思想、伝統の喪失にもつながる。そこで林呈禄らの台湾人留学生は、「六三法撤廃運動」には賛成せず、憲政と民権を求めると同時に台湾の特殊性をも求めるべく、「六三法」の内容を変え、台湾人自治の追及を主張した。台湾人自治のためには、まず議会が必要である。林呈禄のこの主張は、1921年（大正10年）から始まる「台湾議会設置請願運動」につながっていく。

## 朝鮮における内地延長主義
朝鮮では、1919年3月1日の独立運動後、斎藤実が新総督に就き、武断政治にかえて「文化政治」を目指すことを謳い、統治策として｢内地延長主義｣を採るようになる。原総理は、朝鮮に内地と同一の制度を布き、内地に同化する方針によって統治するべきとした。言論・集会の自由が一部認められ、地方議会選挙を含む朝鮮人の政治参加の拡大も目指された。しかし、第一次大戦後の景気後退により政策が転換され、増税策が採用されたことで朝鮮人の抵抗運動は活発化し、自治拡大も縮小される。